# Мерисвил (Пенсилванија)
Мерисвил (енгл. Marysville) град је у америчкој савезној држави Пенсилванија.

## Демографија
По попису из 2010. године број становника је 2.534, што је 228 (9,9%) становника више него 2000. године.
| Група             | 2000.         | 2010.         |
| Белци             | 2.269 (98,4%) | 2.392 (94,4%) |
| Афроамериканци    | 4 (0,2%)      | 31 (1,2%)     |
| Азијати           | 2 (0,1%)      | 13 (0,5%)     |
| Хиспаноамериканци | 5 (0,2%)      | 62 (2,4%)     |
| Укупно            | 2.306         | 2.534         |